# Bourg-Saint-Andéol

Bourg-Saint-Andéol este o comună în departamentul Ardèche din sud-estul Franței. În 1 ianuarie 2022 avea o populație de 7.506 de locuitori.